# Encalypta intermedia
Encalypta intermedia är en bladmossart som beskrevs av Juratzka 1870. Encalypta intermedia ingår i släktet klockmossor, och familjen Encalyptaceae. Inga underarter finns listade i Catalogue of Life.